# Malmtärnarna
Malmtärnarna är en sjö i Laxå kommun i Västergötland och ingår i Motala ströms huvudavrinningsområde. Det är den större och nordligare av två mycket små tjärnar, som mäter cirka 50 meter gånger 10 meter. Den mindre finns på Ekonomiska kartan som bygger på ett flygfoto från 1955-56, men saknas på nya kartor och flygbilder, och torde ha övergått till myrmark.